# James Plummer
James W. Plummer (Idaho Springs, 29 de janeiro de 1920 — Medford (Oregon), 16 de janeiro de 2013) foi um engenheiro estadunidense.